# Jakub Wiśnia
Jakub Wiśnia (ur. 22 maja 1899, zm. 10 października 1983 w Warszawie) – jeden z ocalałych tzw. warszawskich robinsonów żydowskiego pochodzenia, uczestnik powstania warszawskiego, kucharz i pracownik Warszawskich Zakładów Gastronomicznych.

## Życiorys

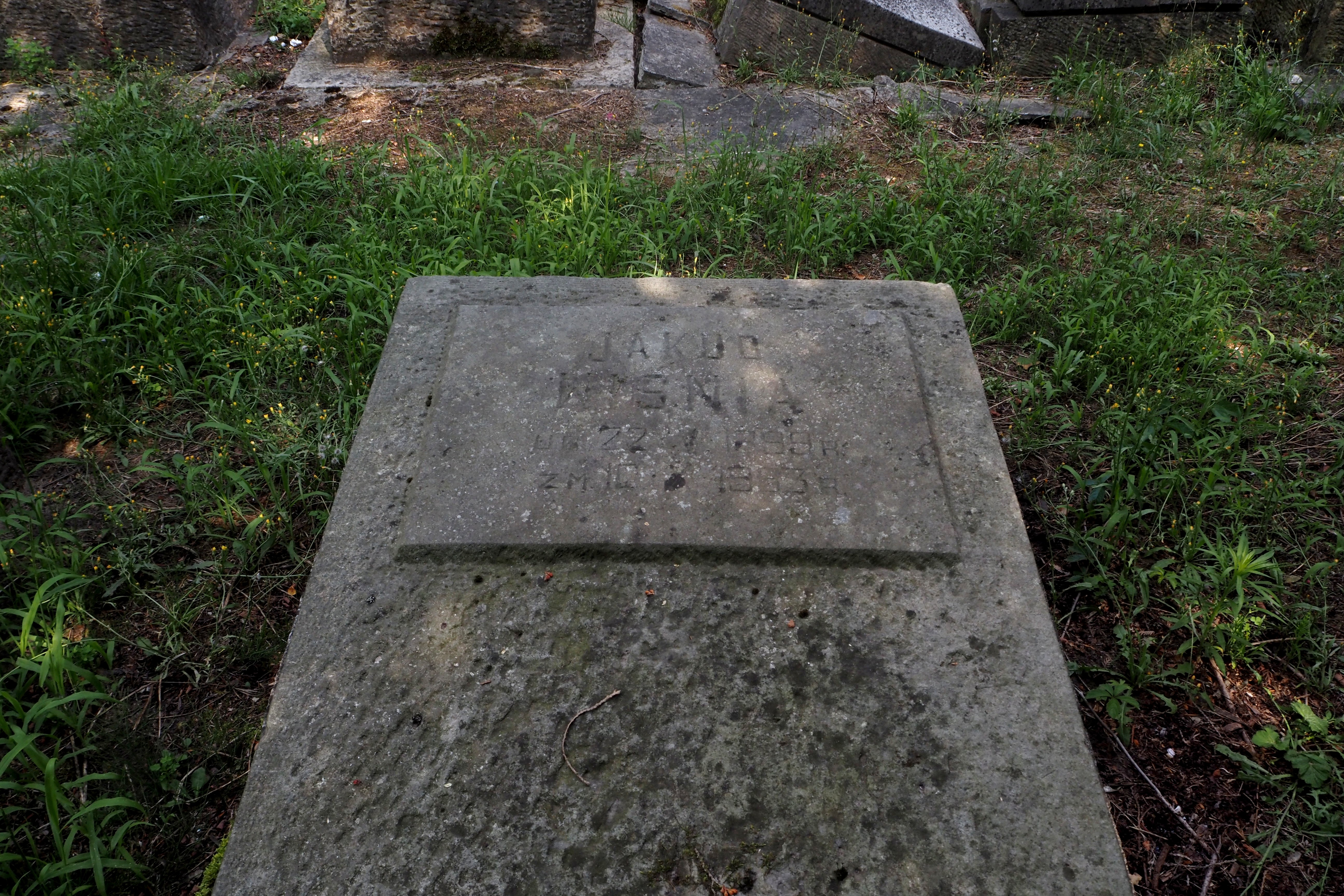
Grób Jakuba Wiśni na cmentarzu żydowskim przy ul. Okopowej w Warszawie

O przedwojennym życiu niewiele wiadomo, w kilku źródłach pojawia się niepotwierdzona informacja, że był kucharzem z Nalewek. 
Podczas okupacji niemieckiej wraz z żoną i córką trafił do getta warszawskiego. Po stłumieniu powstania w 1943 roku  przeniesiony do obozu przejściowego na ulicę Brzeską, gdzie córka popełniła samobójstwo (żona została wysłana do obozu zagłady). Wiśnia trafił na Pawiak, gdzie pracował jako krawiec wojskowy, a w 1944 wraz z grupą Żydów umieszczony został w tzw. Gęsiówce. 5 sierpnia 1944 w brawurowym ataku batalionu „Zośka” niemiecki obóz został wyzwolony, a Wiśnia przyłączył się do powstańczego oddziału, gdzie pracował w służbach kwatermistrzowskich. Przeszedł cały szlak bojowy od Starego Miasta po Czerniaków. Po upadku powstania warszawskiego z grupą 12 osób pochodzenia żydowskiego ukrył się w ruinach domu przy wylocie ulicy Mariańskiej na Twardą. W kryjówce tej, przyłapany na piciu wody poza kolejnością, został skazany zaocznie na karę śmierci. Pod koniec roku 1944 ukrywający się nawiązali kontakt z inna grupą „robinsonów”, w skład której wchodził piekarz Czesław Lubaszka. Otrzymali od nich kilka bochenków chleba. Po wysadzeniu przez Niemców ruin budynku przy ulicy Twardej, grupa Wiśni ewakuowała się kanałami i rozpierzchła po Śródmieściu, gdzie doczekała wyzwolenia 17 stycznia 1945.
W pierwszych latach po wojnie prowadził przy ulicy Zielnej niewielki lokal gastronomiczny, potem pracował w Warszawskich Zakładach Gastronomicznych. 
Został na cmentarzu żydowskim na Woli (sektor 8a, rząd 8, numer 4). Na pogrzeb przyszli powstańcy z batalionu „Zośka” a por. Stanisław Sieradzki "Świst wygłosił uroczystą mowę.

## W kulturze i literaturze
Hanna Krall poświęciła mu artykuł pt. Jakub (Tygodnik Powszechny; 03/2007). Wiśnia jest również jednym z bohaterów pojawiających się w książce Beaty Chomątowskiej  pt. Stacja Muranów (Wydawnictwo Czarne, Wołowiec 2012).
Losy Wiśni jako "warszawskiego robionsona" wspomiane zostały w zbiorze opowiadań Wacława Gluth-Nowowiejskiego pt. Nie umieraj do jutra (Krajowa Agencja Wydawnicza, 1982), a także opracowaniach historycznych Michała Studniarka pt. Robinsonowie. Ludzie ukrywający się w gruzach Warszawy po upadku powstania w 1944 roku (Instytut Historii PAN, Warszawa, 2022) oraz Barbary Engelging i Dariusza Libionki pt. Żydzi w powstańczej Warszawie (Stowarzyszenie Centrum Badań nad Zagładą Żydów, Warszawa, 2009).
Wiśnia pojawia się także w artykułach Andrzeja Kobosa dotyczących wyzwolenia obozu na Gęsiówce w tym atykule pt. Wyzwolenie "Gęsiówki" w Powstaniu Warszawskim w kwartalniku sieciowym zwoje-scrolls (wrzesień 2004).